# 490年
| 千纪： | 1千纪                                                                                           |
| 世纪： | 4世纪 \| 5世纪 \| 6世纪                                                                         |
| 年代： | 460年代 \| 470年代 \| 480年代 \| 490年代 \| 500年代 \| 510年代 \| 520年代                       |
| 年份： | 485年 \| 486年 \| 487年 \| 488年 \| 489年 \| 490年 \| 491年 \| 492年 \| 493年 \| 494年 \| 495年 |
| 纪年： | 庚午年（马年）；北魏太和十四年；柔然太平六年；南朝齐永明八年；高昌建初二年                      |

## 大事记
- 馮太皇太后去世，北魏孝文帝開始親政。
- 齊武帝取消黃籍檢查，廢止檢籍政策，被發配戍邊的人民准許返歸故鄉。

## 逝世
- 文成文明皇后，魏文成帝拓跋濬的皇后，北魏孝文帝元宏的祖母。